# Contea di Lee (Florida)
La contea di Lee (in inglese Lee County) è una contea della Florida, negli Stati Uniti. Il suo capoluogo amministrativo è Fort Myers ed è la contea più popolata della Florida del sud-ovest.

## Geografia fisica
La contea ha un'area di 3139 km² di cui il 33,60 è coperta d'acqua. La sola contea compone l'Area Statistica Metropolitana di Cape Coral-Fort Myers. Confina con:
- Contea di Charlotte - nord
- Contea di Glades - nord-est
- Contea di Collier - sud-est
- Contea di Hendry - est

## Storia
La Contea di Lee fu creata nel 1887 dalla Contea di Monroe. Il nome deriva da Robert Edward Lee, generale durante la guerra di secessione americana.
Dal 2004 si sta discutendo riguardo al fatto di dedicare un'intera contea solo alla città di Cape Coral.
Nell'agosto del 2004 la contea fu toccata dall'uragano Charley, specialmente nella zona di nord-ovest.

## Città
- Bonita Springs
- Cape Coral
- Captiva Island
- Estero
- Fort Myers
- Fort Myers Beach
- Sanibel

## Politica
| Anno | Repubblicani | Democratici | Altri |
| ---- | ------------ | ----------- | ----- |
| 2004 | 59,9%        | 39%         | 1,1%  |
| 2000 | 57,6%        | 39,9%       | 2,5%  |
| 1996 | 48,7%        | 40,2%       | 12,3% |
| 1992 | 44,2%        | 32,3%       | 23,5% |
| 1988 | 67,7%        | 31,6%       | 0,7%  |